# Swietłoje (przystanek kolejowy)
Swietłoje (ros. Светлое) – przystanek kolejowy w miejscowości Swietłoje, w rejonie gurjewskim, w obwodzie królewieckim, w Rosji. Położony jest na linii Królewiec – Mamonowo. Perony znajdują się przy torze szerokim i normalnym.
Stacja kolejowa w tym miejscu została otwarta w XIX w. na Pruskiej Kolei Wschodniej (berlińsko-królewieckiej). W okresie przynależności Prus Wschodnich do Niemiec nosiła nazwę Kobbelbude. Do przystanku została zdegradowana w XXI w.